# Theo Polhaupessy
Theodorus „Theo“ Polhaupessy (* 5. Juni 1933 in Malang) ist ein ehemaliger indonesischer Radrennfahrer.

## Sportliche Laufbahn
Polhaupessy war Straßenradsportler und Teilnehmer der Olympischen Sommerspiele 1960 in Rom. Das olympische Straßenrennen beendete er nicht. Im Mannschaftszeitfahren belegte der indonesischen Vierer mit Muhammad Sanusi, Rusli Hamsjin, Theo Polhaupessy und Hendrik Brocks den 26. Rang. 
Bei den Asienspielen 1962 in Jakarta gewann er die Goldmedaille im Mannschaftszeitfahren. Polhaupessy gehörte zur Trainingsgruppe von Rolf Nitzsche, einem ehemaligen Radrennfahrer aus der DDR. Nitzsche arbeitete 1961 in Indonesien als Trainer und bereitete die Fahrer der Nationalmannschaft auf die Asienspiele 1962 vor.